# Acacia pentagona
Acacia pentagona är en ärtväxtart som först beskrevs av Julius Heinrich Karl Schumann och Peter Thonning, och fick sitt nu gällande namn av Joseph Dalton Hooker. Acacia pentagona ingår i släktet akacior, och familjen ärtväxter. Inga underarter finns listade i Catalogue of Life.